# Влит, Хендрик Корнелис ван
Хендрик Корнелис ван Влит, также Хендрик Корнелис ван дер Флит (нидерл. Hendrick Cornelisz van Vliet; около 1611, Делфт —1675, Делфт) — голландский живописец и рисовальщик Золотого века искусства Нидерландов делфтской школы.

## Биография
Хендрик Корнелис учился рисунку и живописи в мастерской своего дяди Виллема ван дер Влита, а затем у художника-портретиста Михила ван Миревелта. Он усвоил методику использования геометрической перспективы и успешно применял её в картинах с видами церковных интерьеров. В этом жанре, особенно популярном в то время, он вошёл в ряды художников, которые также некоторое время работали в Делфте, таких как Герард Хаукгест и Эманюэл де Витте, а также пионер этого жанра Питер Янс Санредам.
В 1650-х годах Влит изображал интерьеры Старой и Новой церквей в Делфте, церкви Петра в Лейдене, церкви Святого Иоанна в Гауде и собора в Утрехте. В 1632 году ван Влит был принят в Гильдию Святого Луки в Делфте. В 1643 году он женился на Корнелии ван дер Плат, с которой у них родилась дочь. Ван Влит умер в бедности и был похоронен 28 октября 1675 года в церкви Ауде керк в Делфте.
В собрании санкт-петербургского Эрмитажа имеется три картины Влита (и одна условно приписывается). Об одной из них, «Внутренний вид церкви» (1646), в своём знаменитом «Путеводителе по картинной галерее Императорского Эрмитажа» (1910) восторженно писал знаток западноевропейского искусства А. Н. Бенуа:

Это вообще одна из прекраснейших по живописи и краскам картин голландской школы в Эрмитаже — вещь, достойная встать рядом с работами лучших последователей Рембрандта и Питера де Хоха. Смелая живопись и удивительно светящиеся краски при сочных тёмных тенях, общий глубокий тон и оригинально выбранный мотив (так удачно передающий высоту здания), цветистый блеск расписных стёкол и внушительная грандиозность испанских трофеев, свешивающихся над могилой адмирала Гэпа, наконец, на фоне всей этой древности, всей этой исторической пыли, яркие фигурки одетых по моде 1650-х годов дам и кавалеров — всё делает эту картину прелестным куском живописи и придаёт ей, кроме того, подлинно поэтичное настроение 

## Галерея

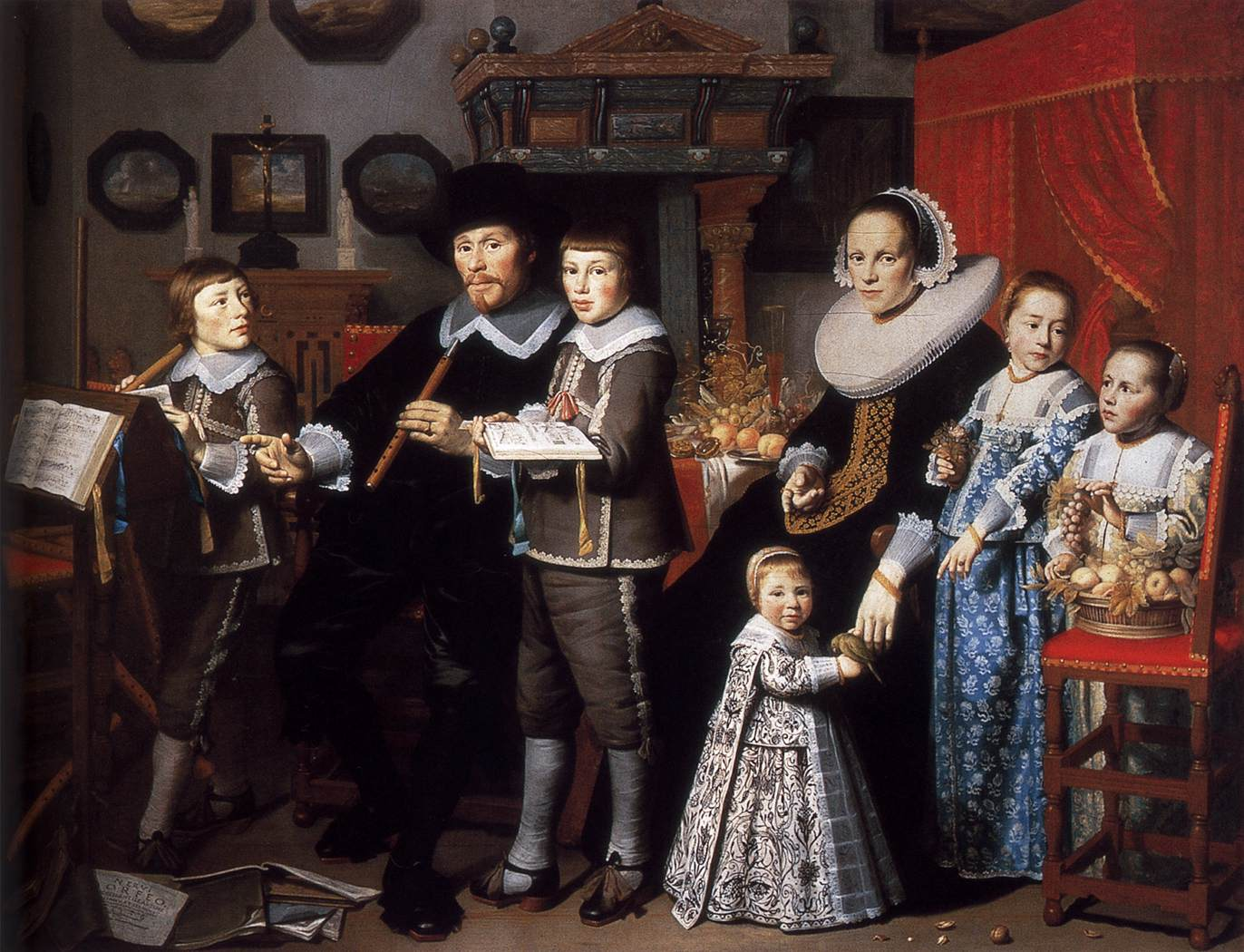
Портрет Михила ван дер Дуссена с семьёй. 1640. Холст, масло. Муниципальный музей, Делфт
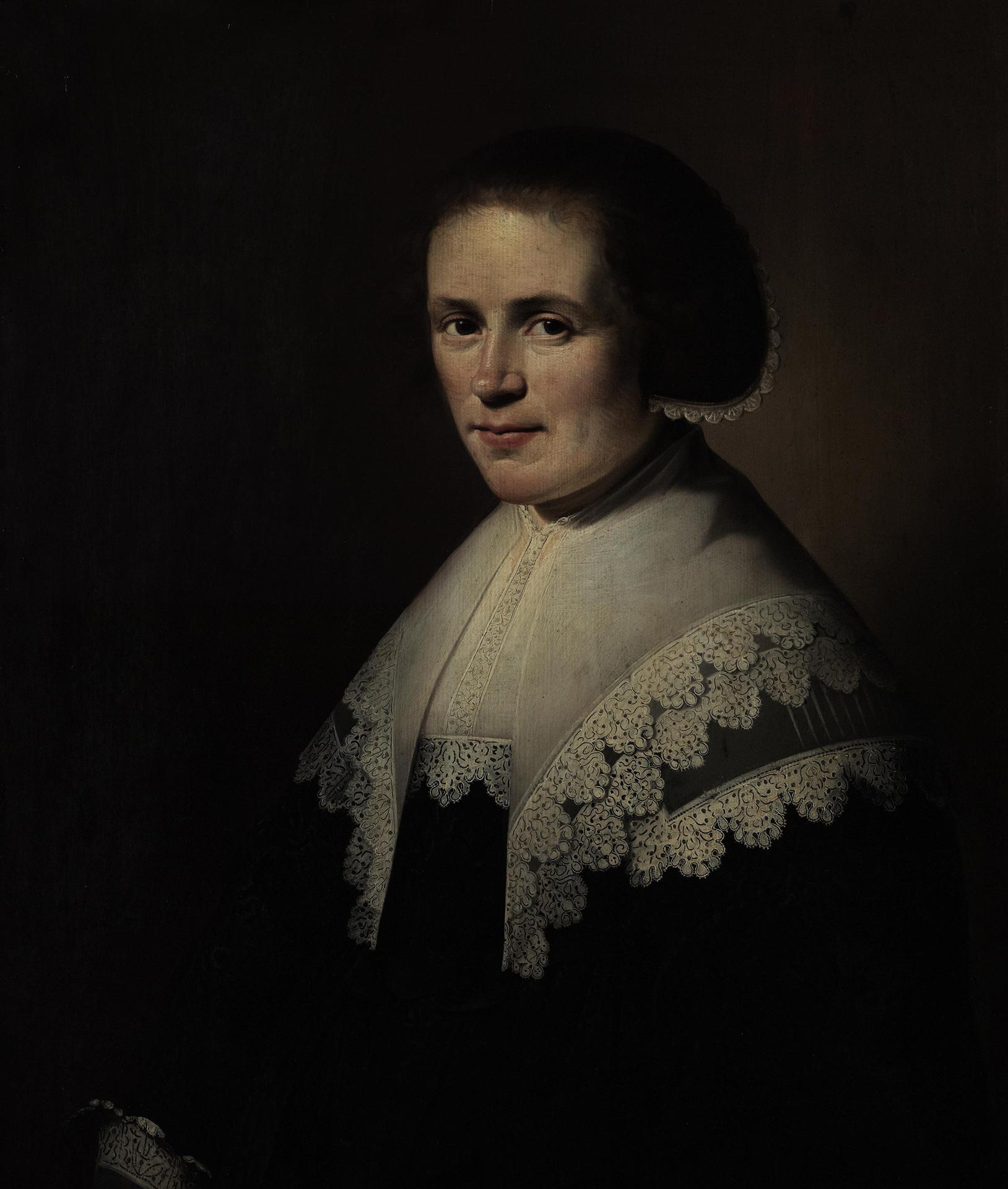
Женский портрет. 1641. Дерево, масло. Государственный Эрмитаж, Санкт-Петербург
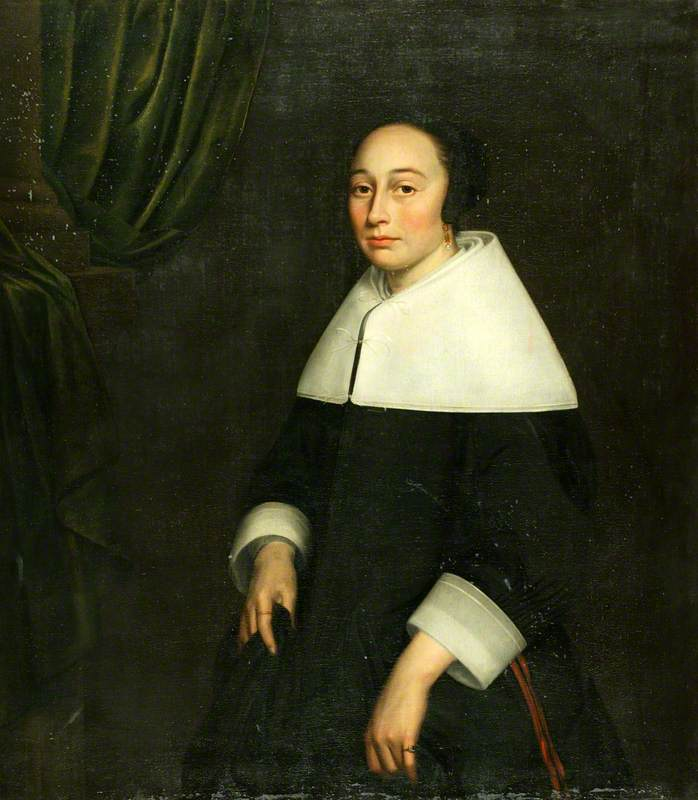
Портрет молодой женщины. Холст, масло. Манчестерская художественная галерея
Вид церкви Святого Бавона в Харлеме. Бумага, перо, кисть, тушь, сепия. Штеделевский художественный институт. Франкфурт-на-Майне
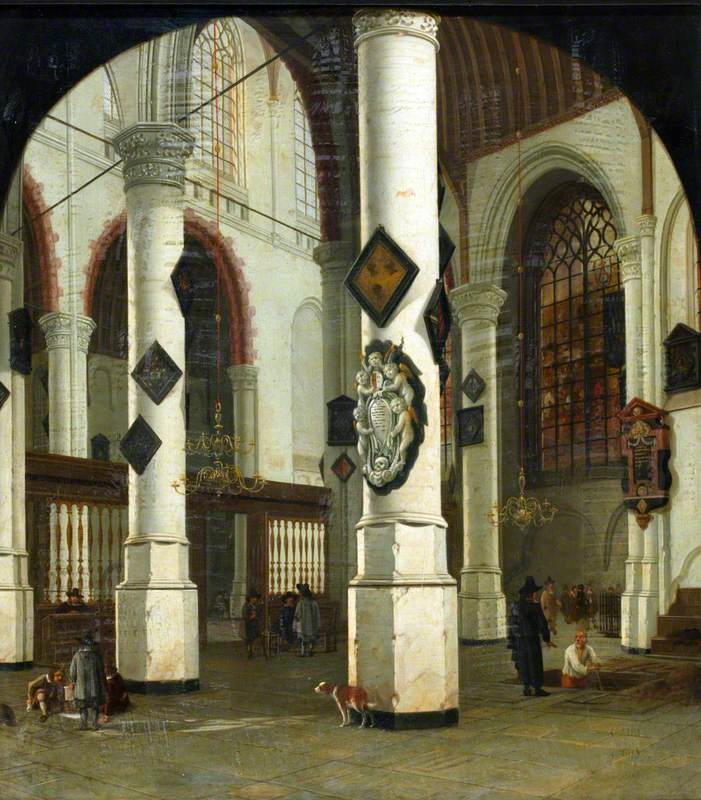
Инерьер Старой церкви. Между 1660 и 1675. Холст, масло. Манчестерская художественная галерея
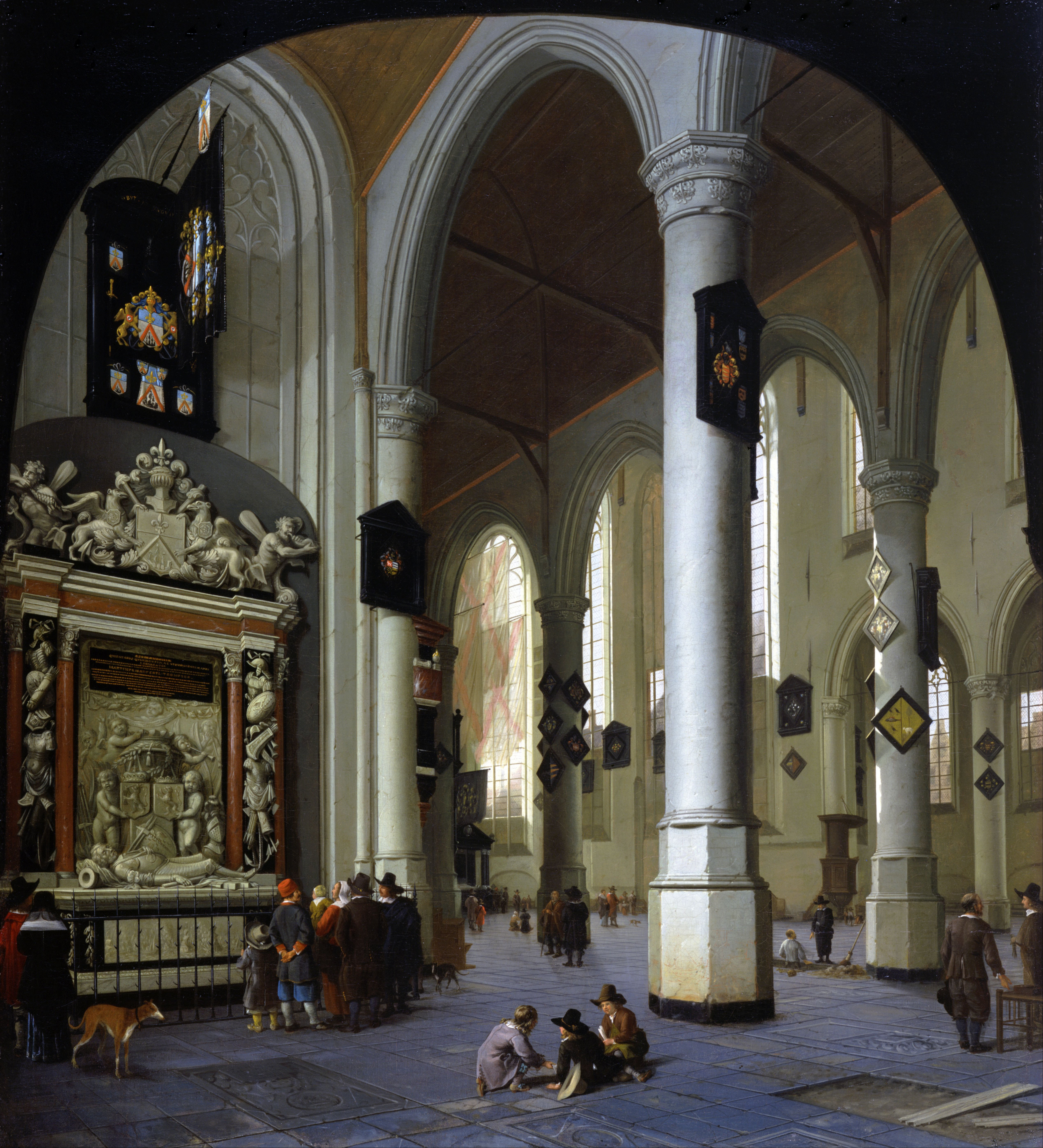
Интерьер Старой церкви в Делфте с гробницей адмирала Тромпа. 1658. Холст, масло. Музей искусств Толидо, Огайо, США
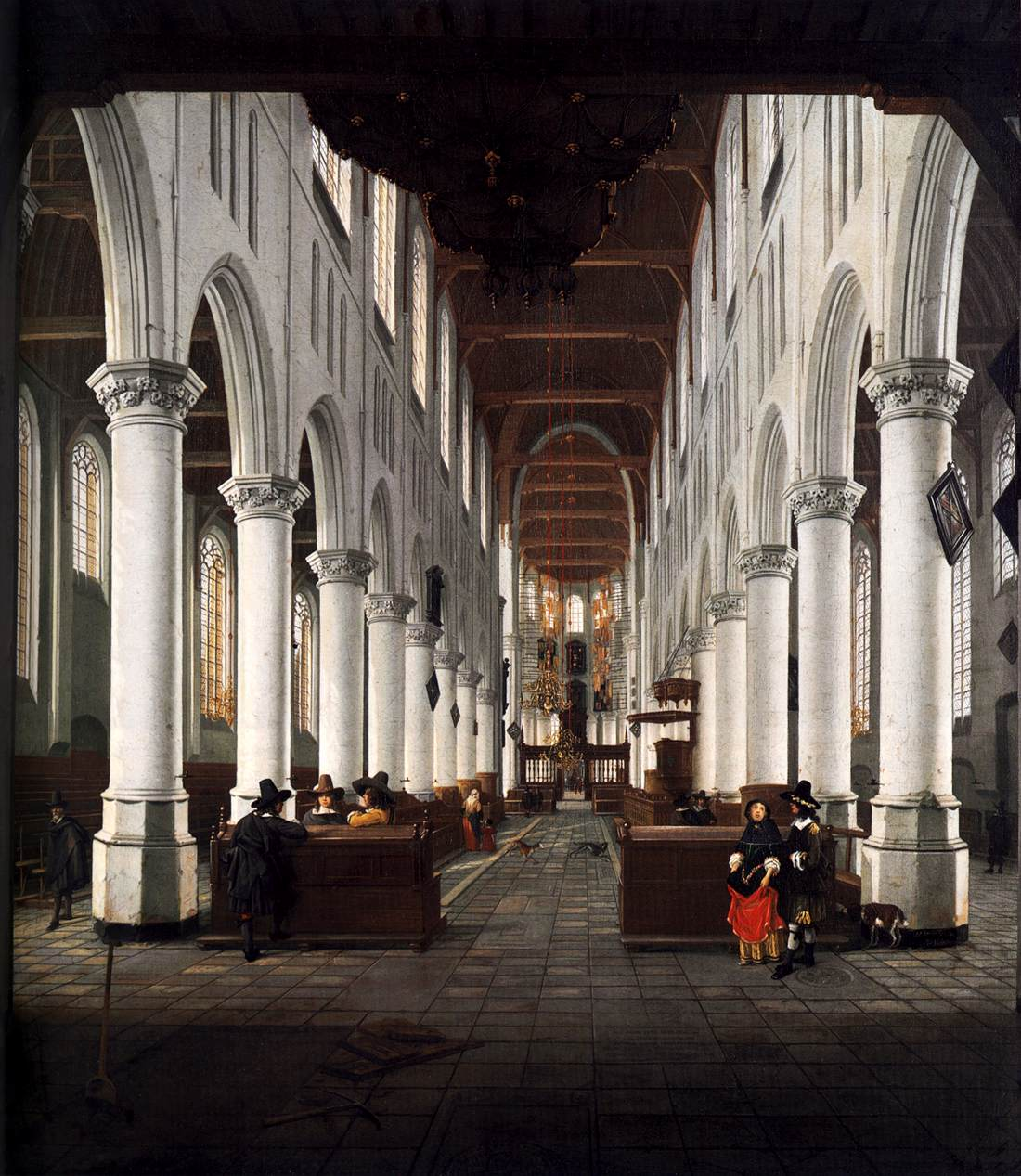
Интерьер Новой церкви. 1662. Холст, масло. Частное собрание